# 메이테이인
메이테이인(Meitei) 또는 마니푸르인(Manipuri)은 인도 마니푸르주의 토착민인 티베트버마 계통의 민족이다. 북동인도에 위치한 마니푸르주에서 최대 집단(주 인구의 약 53%)이자 다수 민족을 이룬다. 이들이 사용하는 메이테이어(공식 명칭은 마니푸르어)는 인도 정부의 22개 공용어 중 하나이며 마니푸르 주정부의 유일한 공용어이다.
메이테이인의 다수는 오늘날 마니푸르의 임팔 계곡(Imphal Valley) 지대에 살고 있으며, 이외에도 상당수의 인구가 인도령인 아삼주, 트리푸라주, 나갈랜드주, 메갈라야주, 미조람주에 살고 있다. 인접한 미얀마와 방글라데시에도 유의미한 메이테이인 인구가 분포한다.

## 인구
대부분의 인구는 인도 영토에 거주한다. 2011년 인도 인구조사에서는 1,761,079명의 메이테이어 화자가 집계되고 있다. 인구의 다수는 힌두교 신자로, 특히 비슈누파 영향이 강하다. 한편 민족의 토착 종교인 사나마히교(Sanamahism)가 있는데 2011년 인구조사에서 222,422명(14.6%)의 신자가 있는 것으로 집계되었다. 이외에 소수의 기독교 신자가 있다.

## 같이 보기
- 2023년 마니푸르주 폭력 사태